# Parti social-démocrate (Serbie, 2001)
Pour les articles homonymes, voir Parti social-démocrate.
Le Socijaldemokratska partija (Parti social-démocrate) est un parti politique serbe, membre de l'Internationale socialiste et membre observateur du Parti socialiste européen.